# Nort di Saliña
Nort di Saliña of Nort'i Saliña is een wijk van Kralendijk in Bonaire. Het bevindt zich ten noorden van Kralendijk (Playa), en is een van de grotere wijken van het eiland. Alle straatnamen in de wijk zijn vernoemd naar indianenstammen, zoals Kaya Seminole, Kaya Sioux, Kaya Azteca, Kaya Maya, Kaya Caribe.

## Geschiedenis
In 1866 werd het dorp Noord Saliña ook 'Kunuku Bieu' genoemd. Een naam die nog wordt gebruikt.
In het tijdperk van de WIC is het dorp een ballingsoord geweest voor Noord-Amerikaanse indianen stamhoofden uit Nieuw Nederland.
De dorpen rond Kralendijk groeiden aan elkaar, en worden tegenwoordig beschouwd als wijken.
Dit dorp heeft tot op heden verschillende inwoners die het Indiaanse uiterlijk vertonen en met trots zich met hun Indiaanse afkomst profileren. Het was een dorp waar Europeanen zich hadden gevestigd en samen met de Indianen een gesloten samenleving hebben gevormd die niet gemakkelijk was om binnen te dringen als buitenstaander. Ook hier overheerste het leven van de kunuku en de zee. Visser, zeeman en boer naast andere beroepen vormden de basis van inkomsten in het dorp. De inwoners waren ook bekend als houtskoolbranders en kende enkele booteigenaars.

## Cultuur
Op veel van de huizen in deze wijk hangt buiten een versiersel met een indianen hoofdtooi. Hiermee verwijzen de bewoners naar hun indiaanse afkomst.
Op 24 en 29 juni vinden hier de feesten van San Juan en San Pedro plaats. Elke inwoner die vernoemd is naar Juan of Pedro zoals bijvoorbeeld Johanna, Wancho of Petra krijgt een serenade aan huis.
Ook wordt hier het 'Maskarada' gevierd. Maskarada begint in het nieuwe jaar traditiegetrouw bij het bestuurskantoor. In de ochtend komen kleurig verklede personen met hun gezichten onherkenbaar achter een masker bij het bestuurskantoor. Ze mogen niet spreken, maar dragen attributen als een boot, een ezel en een grote vis en vieren de Maskarada met zang, dans en theater. De Maskarada gaat vervolgens in optocht naar Nort'i Saliña. De stichting uit Nort'i Saliña die deze traditie in leven houdt heet Fundashon Nawati.
Maskerade speelt ook een rol op de Dia di Nort di Saliña, die sinds 2010 op 15 december wordt gevierd.

## School
De wijkschool heet Skol Amplio Papa Cornes. Dit is een van de grootste basisscholen van het eiland, een Kibrahacha opleidingsschool en tevens onderdeel van een Integraal Kindcentrum (IKC).
Boven Bolivia · Kralendijk (Antriol · Belnem · Nikiboko · Tera Cora) · Rincon